# Macrotes netrata
Macrotes netrata là một loài bướm đêm trong họ Geometridae.